# Universidade Federal de Ciências da Saúde de Porto Alegre
A Universidade Federal de Ciências da Saúde de Porto Alegre (UFCSPA) é uma instituição de ensino superior pública federal brasileira, especializada nas áreas das ciências da saúde. Está localizada em Porto Alegre, capital do Rio Grande do Sul. Seu nome anterior, Fundação Faculdade Federal de Ciências Médicas de Porto Alegre (FFFCMPA), foi alterado em 2008 com a transformação da faculdade em universidade.
A UFCSPA oferece 16 cursos de graduação, sendo 14 de bacharelado — Biomedicina (diurno e noturno), Enfermagem, Farmácia, Física Médica, Fisioterapia, Fonoaudiologia, Gastronomia, Gestão em Saúde, Informática Biomédica, Medicina, Nutrição, Psicologia e Química Medicinal — e 2 de tecnologia: Tecnologia em Alimentos e Toxicologia Analítica.
O ingresso ocorre por meio do Sistema de Seleção Unificada (SiSU), utilizando as notas do Exame Nacional do Ensino Médio (ENEM).
A universidade conta com 12 programas de pós-graduação stricto sensu, 9 programas de pós-graduação lato sensu (especialização), 4 programas de residência multiprofissional e 63 programas de residência médica. Os locais de prática incluem hospitais da Santa Casa de Misericórdia de Porto Alegre, o Grupo Hospitalar Conceição, o Instituto de Cardiologia e o Hospital Materno Infantil Presidente Vargas.

## História
A UFCSPA tem origem na Faculdade Católica de Medicina de Porto Alegre (FCM), criada como resposta à escassez de médicos e à fundação do Hospital de Clínicas de Porto Alegre, vinculado à UFRGS. A Santa Casa de Misericórdia buscava manter seu corpo clínico e propôs a criação de uma nova faculdade com ensino voltado à prática hospitalar.
A proposta foi apresentada pelo professor Rui Cirne Lima em 7 de dezembro de 1953 e aprovada no dia seguinte pelo arcebispo Dom Vicente Scherer. A pedra fundamental foi lançada em 23 de junho de 1957. A faculdade foi autorizada a funcionar pelo Decreto 50.165/61 e a aula inaugural ocorreu em 22 de março de 1961. O reconhecimento oficial veio com o Decreto 54.234/64.
A federalização ocorreu em 1980, por meio da Lei nº 6.891, passando a ser denominada Fundação Faculdade Federal de Ciências Médicas de Porto Alegre (FFFCMPA). Em 1987, adquiriu a natureza jurídica de fundação pública, conforme a Lei nº 7.596.
Em 1988, foi criado o primeiro programa de mestrado, seguido pelo doutorado em 1989. Até 2003, a instituição ofertava exclusivamente o curso de Medicina.
A partir de 2004, a faculdade passou por um processo de expansão, com a criação de novos cursos de graduação e melhorias na infraestrutura. Em 2008, com a promulgação da Lei nº 11.641/08, foi oficialmente transformada em universidade, adotando o nome atual.

## Produção científica
De acordo com o Catálogo de Produção Científica 2019, os dados de 2018 indicam:
- Artigos publicados: 541
- Média de fator de impacto: 1,96
- Publicações nacionais: 117
- Publicações internacionais: 424
- Resumos em anais e congressos: 250
- Capítulos de livro: 30
- Livros publicados: 14
- Projetos de pesquisa aprovados: 295
- Bolsas de pós-doutorado: 19

### Bolsas de iniciação científica: 116
- Bolsas de iniciação tecnológica: 11

## Estrutura
A UFCSPA possui um único campus, localizado em Porto Alegre, com três edifícios principais, que abrigam salas de aula, laboratórios e centros de pesquisa. Conta com a Biblioteca Paulo Lacerda de Azevedo, com acervo superior a 40 mil volumes voltados à área da saúde, além de espaços como o Anfiteatro Jorge Escobar Pereira Lima, o Teatro Moacyr Scliar e o Anfiteatro Heitor Masson Cirne Lima.
A universidade também oferece sala de videoconferência, espaço para prática musical (com o Coral da UFCSPA) e ambientes de convivência. Embora não possua restaurante universitário nem moradia estudantil, disponibiliza programas de assistência estudantil, como bolsas de permanência, alimentação e transporte.

## Alunos e docentes notáveis
Pelas corredores da UFCSPA, já passaram vários alunos com reconhecimento e notoriedade em suas áreas. Destacam-se o Dr Ciro de Quadros, responsável por liderar  a campanha que erradicou a Poliomielite na América Latina, e os políticos Germano Bonow, Marcos Antônio Ronchetti e Mário Bernd.
Entre os docentes, destacam-se os Professores J.J. Camargo, cirurgião torácico pioneiro no transplante pulmonar na América Latina, Ellis Alindo D'Arrigo Busnello, introdutor da Medicina de Família no Brasil, e Décio Martins Costa, fundador do Hospital da Criança Santo Antônio.